# Selous Scouts
Os Batedores de Selous (em inglês: Selous Scouts) foram uma das forças especiais do Exército Rodésiano, que atuou de 1973 até o ano 1980, quando ocorreu a indepedência do Zimbábue. Nomeado em homenagem ao explorador Britânico Frederick Courteney Selous (1851-1917), o seu lema em xona era pamwe chete, frase que significa "todos juntos", "juntos" ou "avançar juntos". O lema em xona, e sua posição ideológica como tropa de manutenção do regime de segregação racial, era um paradoxo.

## Período histórico

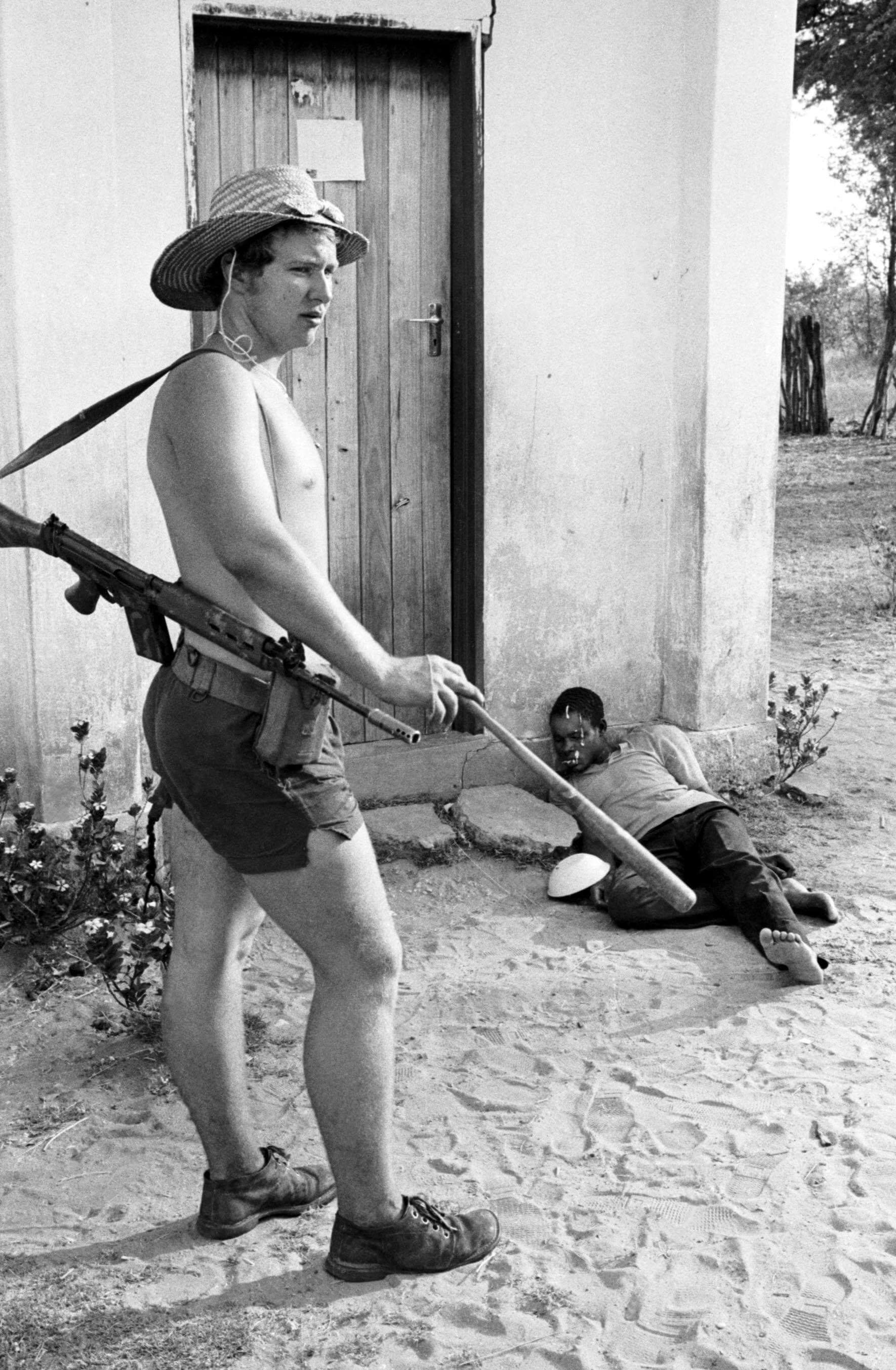
Um soldado da tropa rodesiana Selous Scouts balança um bastão na frente de um nacionalista africano capturado e espancado em setembro de 1977. Tirada para a Associated Press por John Ross Baughman, é a terceira de um conjunto de três fotos que receberam o Prêmio Pulitzer de Fotografia Especial de 1978

O período durante o qual os Selous Scouts atuaram foi na Guerra Civil da Rodésia. Esta foi uma guerra de guerrilha e insurgência travada pelos guerrilheiros nacionalistas negros da União Nacional Africana do Zimbábue (ZANU) — e sua ala militar o Exército Africano de Libertação do Zimbábue (ZANLA) — e da União do Povo Africano do Zimbábue (ZANU) — e sua ala militar o Exército Popular Revolucionário do Zimbábue (ZIPRA) —, com o objetivo de derrubar o Estado segregacionista implementado na Rodésia pela minoria branca. O regime segregacionista era liderado pelo Primeiro-Ministro Ian Smith, do partido Frente Rodesiana.
A Rodésia tinha um dos maiores produtos internos brutos e um dos maiores níveis de renda per capita entre as nações da África, com a minoria branca desfrutando de um dos mais altos padrões de vida no mundo, com amplos privilégios, em detrimento da esmagadora maioria da população negra. A riqueza era proveniente de um sistema de espoliação e restrição à posse das terras às populações negras e a certos segmentos do país, reservando grandes áreas exclusivamente para a minoria branca, bem como pela exploração da mão de obra negra abundante e com remuneração inferior. Esta situação levou ao rápido aumento da desigualdade, tornando-se objeto de protestos frequentes e resistência dos povos africanos, pois transformou a realidade zimbabuena num caso muito similar ao apartheid sul-africano.
As forças armadas, compreendendo o Exército Rodésiano e a Força Aérea, muito bem armadas em relação as nações vizinhas e ao tamanho do país, serviam como elemento de opressão às populações africanas enclausuradas em guetos pobres.
A partir da década de 1960 a ajuda externa prestada aos nacionalistas africanos, principalmente pela União Soviética e pela China, colocou a minoria branca da Rodésia sob pressão. Para lidar com a crescente capacidade de resistência dos povos africanos à segregação, o governo reforçou as relações diplomáticas e econômicas com a África do Sul sob regime do apartheid, bem como com Portugal sob regime do fascista Estado Novo, que manteve o território vizinho de Moçambique como colónia até 1975.
Simultaneamente começou a reforçar as forças paramilitares e de contra-insurgência, tais como a Polícia Britânica da África do Sul (BSAP), a Infantaria Ligeira da Rodésia (RLI), o Serviço Aéreo Especial da Rodésia (SAS) e o regimento Rifles Africanos da Rodésia (RAR). Por fim, estes esforços levaram à criação da sua unidade de contra-insurgência, os Selous Scouts.
Criado sob o comando do Tenente-Coronel Ronald Reid-Daly, a tropa foi organizada como uma unidade de etnia mista, composta por voluntários europeus e por recrutamento forçado de africanos, e cuja principal missão era operar no território sob controle nacionalista, controlar e lutar contra os nacionalistas através de guerra irregular, incluindo o uso de terrorismo como um meio de se infiltrar no terreno sob controle nacionalista. Este conceito de unidade foi muito semelhante ao grupo português Flechas, operando nos territórios vizinhos de Angola e Moçambique desde o final da década de 1960.

## Táticas
Os Selous Scouts empregavam guerra assimétrica contra o seu inimigo, com ações que iam desde o bombardeio de casas e vilas, sequestros, uso de minas Claymore contra alvos militares, sabotagem de pontes e veículos, assassinatos, intimidações, chantagem e extorsão e o uso de carros-bomba, como na tentativa de assassinato de Joshua Nkomo.

### Coleta de informações
Na maioria das vezes, devido a sua unidade de inteligência (HUMINT), os Selous Scouts foram mais precisos que os guerrilheiros. O trabalho de inteligência e a tarefa dos Selous Scouts, bem como das unidades especiais em geral, foi para descobrir a identidade dos nacionalistas, seus planos, seus locais de treinamento, as partes envolvidas em sua formação, a origem e a localização de suas rotas de abastecimento, seus simpatizantes, e quaisquer outras informações relevantes. Os Selous Scouts conseguiram entrar em áreas controladas pelo ZANLA e pelo ZIPRA com o uso das informações de inteligência militar.

### Contra-guerrilha

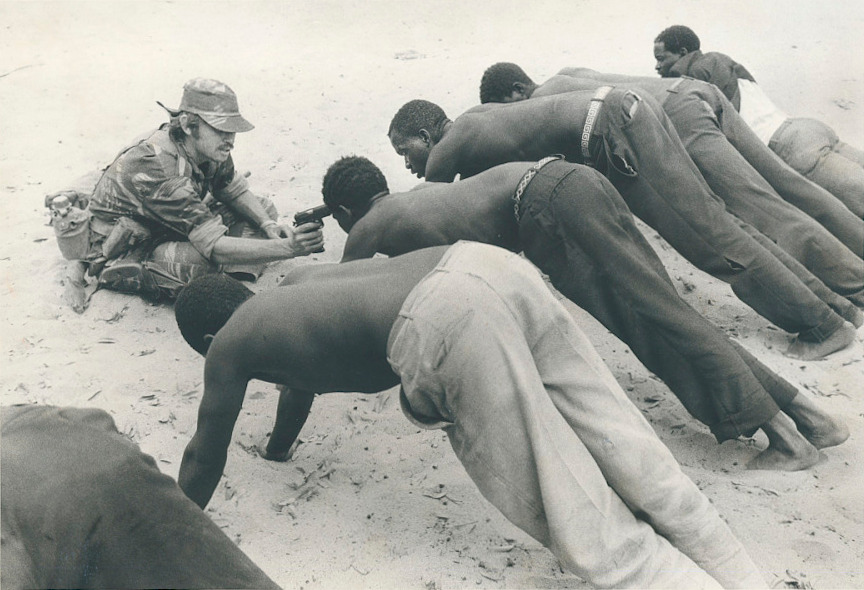
Um soldado Selous Scouts aponta uma arma para a cabeça de camponeses negros residentes próximo à fronteira com a Botsuana, em uma sessão de tortura, em setembro de 1977. Tirada para a Associated Press por John Ross Baughman, é a primeira de um conjunto de três fotos que receberam o Prêmio Pulitzer de Fotografia Especial de 1978

Nos primeiros anos dos Selous Scouts, em 1973-1974, o objetivo do governo e dos militares era assassinar ou encarcerar o maior número possível de guerrilheiros, fato considerado positivo para a moral pública da tropa.
Não havia ainda uma convenção aceita para a absorção de elementos da guerrilha nacionalista dentro das fileiras do grupo de elite, de modo a serem ferramentas de extração de informações de inteligência, como por exemplo o vestuário usual, bem como comportamento e pensamento do grupo, além de dados sobre a segurança operacional guerrilheira. Em seguida, o pensamento da liderança dos Selous Scouts foi a de que se capturasse um guerrilheiro de zona ou do destacamento policial do ZIPRA ou do ZANLA, por exemplo, este deveria ser transformado em um Selous. Esta rede já existente no local poderia ser usada para aumentar sua capacidade de ação, bem como reunir mais informações de inteligência.
Se o guerrilheiro fosse ferido em uma batalha, a primeira coisa seria se certificar de que ninguém soubesse de sua captura; nem os moradores da área, nem qualquer pessoa na base de dados nacionalista. Enquanto ainda ferido, o guerrilheiro seria trazido para a base dos Selous Scouts para receber a melhor atenção médica. Com a percepção de que a sua vida estava sendo salva, aflorava-se um sentimento de gratidão no mesmo.
O próximo passo era enviar um ex-guerrilheiro para visitá-lo no hospital. Ele passaria a ser examinado pela equipe dos Selous Scouts a fim de garantir que havia fidelidade; se provado que poderia ser fiel e útil, iria receber uma quantia indenizatória em dinheiro, bem como pagamento salarial regular pelo ingresso na tropa. Além disso, e sempre que possível, a família do guerrilheiro se mudaria para alguma cidade, onde eles iriam receber, gratuitamente, alimentação, habitação, educação e cuidados médicos.

### Táticas de operações psicológicas e tortura
Os Selous Scouts também tomaram medidas para enfraquecer o apoio popular à guerrilha; em um caso, por exemplo, um grupo de Selous Scouts fingindo ser guerrilheiros acusaram oito dos maiores entusiastas apoiadores da guerrilha na região de Madziwa de serem informantes da polícia.
Os Selous Scouts utilizaram táticas não convencionais que foram registradas pelo trabalho fotojornalístico de John Ross Baughman enquanto a serviço da Associated Press. Ele forneceu um relato detalhado como testemunha ocular dos Selous Scouts em operação. Ao descrever uma técnica, ele disse:
Eles os forçam a se alinhar em posição de flexão. Eles ficam nessa posição por 45 minutos ao sol, muitos deles começando a tremer violentamente. Eventualmente, o primeiro homem caiu. Eles o levaram aos fundos do prédio, nocautearam-no e dispararam para o alto. Eles continuaram trazendo homens para os fundos do prédio. O coitado do final começou a chorar e enlouquecer e finalmente cedeu e começou a falar. Acontece que o que ele estava dizendo não era verdade, mas os torturadores estavam dispostos a usar isso como pista. Tinha toda a sensação de um eventual massacre. Eu estava com medo de ver aldeias inteiras assassinadas.— J. Ross Baughman
Baughman precisou contrabandear as fotos para fora do país. Houve dúvida da autenticidade das fotos no início, mas depois elas foram aceitas com Baughman afirmando que os céticos lhe deviam desculpas.

## Composição
O regimento foi proposto pelos membros da Polícia Britânica da África do Sul (BSAP), e muitos dos seus primeiros recrutas eram policiais. A Infantaria Ligeira da Rodésia (RLI), foi também um reserva de pessoal para os Selous Scouts.
Os Selous Scouts diferiam do Serviço Aéreo Especial da Rodésia (SAS), que fora criada, especificamente, para realizar o rastreamento e operações de infiltração, onde os soldados fingiam ser guerrilheiros ou agiam em operação de bandeira falsa. Essas táticas tinham sido usadas com muito sucesso pelos britânicos na Revolta dos Mau-Mau. Na verdade, o regimento também "recrutava" membros das forças nacionalistas; os guerrilheiros capturados eram alienados psicologicamente diante da possibilidade da prisão, do julgamento e, possivelmente, da execução ou a possibilidade de unir-se aos Selous Scouts.
Este conceito foi inicialmente altamente controverso dentro do  governo; a ideia de recrutar guerrilheiros capturados em vez de assassiná-los foi desagradável para alguns.

### Características
Pessoas de diferentes etnias e países de origem estavam empregadas nos Selous Scouts, incluindo australianos, britânicos, sul-africanos, estadunidenses e de vários países africanos.
O brevê militar do regimento ostentava uma águia-pesqueira, uma ave de rapina encontrada em muitas partes do mundo.
Os apelidos dos Selous Scouts foram:
- Skuz apo' – que em xona que significa "desculpe-me por estar aqui", frase do tipo utilizada por um batedor de carteiras que encosta em você e murmura um pedido de desculpas, ao mesmo tempo que leva a sua carteira;
- Axilas com globos oculares – devido às barbas desgrenhadas que os batedores de Selous foram incentivados a deixar crescer;
- Esquimós - termo empregado pela Infantaria Ligeira da Rodésia (RLI) para os Selous Scouts, uma vez que operavam em áreas "congeladas" onde outras unidades eram instruídas a evitar.

### Seleção e treinamento
Os Selous Scouts foram pensados para ser uma força inteiramente composta de voluntários europeus, não havendo recrutamento obrigatório para estes. Numa ocasião, 14 dos 126 candidatos brancos – menos de 12% do total de candidatos – foram aprovados no processo de seleção. Contrariamente ao voluntariado para o recruta branco, os guerrilheiros nacionalistas negros caputurados sofriam tortura ou alienação psicológica para ingressar na tropa.
Ronald Reid-Daly afirmou que:
...um soldado da força especial tem que ser um tipo de homem muito especial. No seu perfil buscamos inteligência, coragem, lealdade, dedicação, profundo senso de profissionalismo, maturidade — a idade ideal é de 24 a 32 anos — responsabilidade e autodisciplina...
As pessoas que os Selous Scouts procuravam eram uma mistura entre o soldado que pode trabalhar em uma unidade e um solitário que pode pensar e agir por conta própria.
A seleção era rigorosa, e até mesmo mais do que o Serviço Aéreo Especial da Rodésia (SAS). Quando os recrutas chegavam em Wafa Wafa, o campo de treinamento, nas margens do Lago Cariba, eles tinham uma amostra das dificuldades que teriam de suportar. Ao chegar à base (que ficava a 25 quilômetros de distância do ponto de desembarque), eles conseguiam observar apenas algumas cabanas de palha e as brasas enegrecidas de um fogo extinto. Não havia distribuição de alimentos. O objetivo do treinamento neste momento era encurtar a lista de potenciais recrutas.
A seleção do curso tinha uma duração total de 17 dias. Do amanhecer às 7h, os recrutas eram submetidos a um programa de condicionamento físico que esgotava suas forças. Depois de concluírem isso, eles treinavam habilidades básicas de combate. Eles também eram obrigados a percorrer um percurso de assalto particularmente desagradável várias vezes durante o programa de treinamento. O curso foi projetado para superar o medo de altura. Quando anoitecia, eles começaram o treinamento noturno. Nos primeiros cinco dias do curso não era distribuída comida, enquanto no restante do período só foram permitidos animais podres. Ao final do treinamento, eles tiveram que realizar uma marcha de resistência de 100 quilômetros (62 mi). Cada voluntário estava carregando 30 quilogramas (66 lb) de pedras em suas mochilas. Essas pedras eram pintadas de vermelho, para garantir que não pudessem ser descartadas e repostas no final.
Para os que sobreviveram a estes dias havia uma semana de licença; eles eram então levados para um acampamento especial, para a fase sombria de seu treinamento. Neste acampamento, aprendiam a agir e falar como os nacionalistas. A base foi construída e definida como um verdadeiro campo rebelde. Os instrutores deveriam transformar os recrutas em guerrilheiros infiltrados. Nesta fase, os recrutas eram ensinados a romper com hábitos como fazer a barba, observar os horários e a organização dos acampamentos guerrilheirros, bem como hábitos alimentares e a adotar um estilo de vida de guerrilha.

## Operações notáveis
"Operação Long John" foi lançada em 25 de junho de 1976 contra duas bases da guerrilha localizadas em Moçambique.
Além da segurança interna da Rodésia, algumas notáveis operações fora das fronteiras desestabilizavam os nacionalistas. Uma missão específica ocorreu e foi inicialmente considerada um fracasso em Francistown, Botsuana. Inúmeras malas-bomba foram plantadas pelos Selous Scouts para liquidar o comando do ZIPRA; as que explodiram, dispararam tarde demais e uma delas sequer explodiu. As autoridades do Botsuana pensaram que a explosão na base do ZIPRA se deveu ao manuseamento e cuidado inadequados com as bombas. Como resultado, o Botsuana proibiu a importação de malas-bomba fornecidas pelos russos à ZIPRA, o que acabou por alcançar um objetivo secundário importante à Rodésia.
Outra ação notável foi a Operação Eland.

## Resultados operacionais
A unidade foi responsável por 68% de toda as baixas da guerrilha dentro das fronteiras da Rodésia. 
Em 1974, os Selous Scouts tinha capturado ou assassinado cerca de 100 guerrilheiros. ao final de 1976 eles mataram 1.257 guerrilheiros. Por outro lado, as outras forças de segurança da Rodésia combinadas tinham assassinado apenas 400 guerrilheiros nacionalistas.
No entanto, o seu comandante, o Tenente-Coronel Ronald Reid-Daly, tinha um relacionamento ruim com muitos dos comandantes do Exército; além disso, a partir de 1978, havia rumores recorrentes de que os soldados do regimento estavam se corrompendo e sendo empregados para caçar marfim no Parque Nacional Gonarezhou. 
Os Selous Scouts tinham um efetivo de cerca de 500 homens. Perto do momento de sua desmobilização este número subiria para 1000 se contados os membros ativos e inativos. Eles perderam menos de quarenta Selous Scouts durante a Guerra.

## Dissolução
Com a dissolução do regimento, em 1980, muitos de seus soldados viajaram para o sul para se juntar a Força de Defesa da África do Sul, onde ingressaram no 5º Comando de Reconhecimento.